# Stenosticta
Stenosticta is een geslacht van vlinders van de familie Uilen (Noctuidae), uit de onderfamilie Stictoperinae.

## Soorten
- S. coppensi Laporte, 1977
- S. grisea Hampson, 1912
- S. namibiensis Hacker & Mey, 2010
- S. nigrescens Hacker & Mey, 2010
- S. schreieri Hacker, 2010
- S. sibensis Wiltshire, 1977
- S. virgata Hacker & Mey, 2010
- S. wiltshirei Hacker, Saldaitis & Ivinskis, 2010